# Park Young-rok
Park Young-rok (* 16. Juli 1978) ist ein südkoreanischer Fußballschiedsrichter. Er ist seit 2015 K-League-Schiedsrichter und pfeift Spiele der K League Classic und der K League Challenge.